# Great Houghton (Northamptonshire)
Great Houghton – wieś i civil parish w Anglii, w hrabstwie Northamptonshire, w dystrykcie (unitary authority) West Northamptonshire. Leży 5 km na południowy wschód od miasta Northampton i 94 km na północny zachód od Londynu. W 2011 roku civil parish liczyła 642 mieszkańców.